# 安重诲
安重誨（？—931年 ），應州（在今山西省應縣）人。五代時後唐大臣。

## 生平

### 早年经历
祖先是北方的豪長。少時追隨李嗣源，即后唐明宗。安重诲隨從李嗣源四处征戰，頗為嗣源親信。李嗣源在926年即位為帝时，重誨因拥戴之功，歷仕左領軍衛大將軍、樞密使，兼领山南东道（今湖北襄樊一带）节度使。安重诲后升侍中及中书令。安重诲深得明宗信任，他自已也以佐命功臣自居。朝中之事，无论大小，事必躬亲。
马牧军使田令方因養馬無功，瘠而多斃，论罪应处斩。安重誨劝明宗說：“使天下闻以马故，杀一军使，是谓贵畜而贱人。”李嗣源遂將田令方赦免。

### 肆意专权
重誨独揽朝政，这些虽然使他做出了不少正确决策，但也使他滋生了专横跋扈、恣意妄行的作风。殿直马延不小心冒犯他，重誨拔剑将马延斩杀于御史台门口，宰相任圜被重誨誣与朱守殷合叛，最後任圜“聚族酣饮而死。”史稱重誨“恃功矜宠，威福自出”。捧圣都军使李行德、十将张俭弹劾安重诲私募士卒，图谋不轨。虽然李、张因诬告被族灭，但重誨恐懼，申请辞职。
安重诲和李嗣源的义子李从珂在一次宴会上因为争功发生了口角，李从珂就要动手去打安重诲，安重诲自知不是李从珂的对手，便乘机逃脱。后来李从珂酒醒以后，就向他道歉，安重诲表面恭敬，却是怀恨在心。李嗣源听说他们不和，就将李从珂外调了出去，任河中节度使。李从珂喜欢打猎，安重诲假传圣旨，让河中衙内都指挥使杨彦温找机会赶走李从珂，于是李从珂有次打猎回来杨彦温没有让他进城。李从珂只好向李嗣源禀报了此事，李嗣源毫不知情，便找来了安重诲来询问此事，安重诲将责任都推到了杨彦温的身上，再三请求李嗣源发兵征讨。李嗣源让索自通和药彦稠去征讨，但是李嗣源也怀疑杨彦温是受人指使，让药彦稠务必生擒杨彦温。但是药彦稠杀了杨彦温，他回去复命的时候李嗣源大怒，幸好安重诲在一边开解，李嗣源最后还是赦免了药彦稠。李从珂这时候就知道是安重诲在其中密谋，想亲自向李嗣源说明情况，但是安重诲在其中作梗，李嗣源没有给李从珂辩解的机会，就让他回去了。安重诲又暗中指使冯道等人弹劾李从珂失守河中，但是李嗣源斥责了他们，料定他们一定在暗中受人指使。安重诲看到冯道等人没有结果，第二天亲自来弹劾李从珂，李嗣源不忍，最后让李从珂赋闲。安重诲之后又保举索自通接替李从珂在河中的位置，索自通到了河中，说李从珂私自建造，意图谋反，幸好王德妃暗中保护，李从珂才免罪。
朔方军一直掌握在韩氏手中，因为地小向中原称臣，韩逊死后韩氏内部争夺不断。安重诲看准机会，因为他和康福不和，他派遣康福前去接管朔方军，想要借刀杀人。李嗣源给了康福万余人，康福带兵一路势如破竹，很快就拿下了朔方，甚至把周边的番兵都杀了不少。安重诲没想到康福如此快速拿下朔方，只好慢慢再找机会。

### 逼反蜀地
安重诲又将目光转向了蜀地，此时蜀地分为东川和西川，都不受朝廷的直接节制。安重诲向李嗣源提出分地和分权，分地是在蜀地设立更多的节度使，分权是指让朝廷委派刺史牵制在蜀地的节度使，李嗣源认为这个方略可行。安重诲让夏鲁奇为武信军节度使，镇守遂州，又从东川割出果州和阆州设立保宁军，让自己的亲信李仁矩为节度使，任命自己的表哥吴虔裕为绵州刺史。李仁矩之前来过东川，东川节度使董璋以礼相待，但是李仁矩不知好歹，对董璋十分无礼，所以差点就被董璋一刀给杀了，后唐朝廷的一系列动作招惹了董璋的猜疑。
安重诲嘱托李仁矩和吴虔裕二人牵制董璋，二人来到蜀地后屡屡秘密上表朝廷，说董璋意图谋反。安重诲就让夏鲁奇整顿城防，严阵以待。董璋惊慌，联合西川孟知祥，两川发难。李嗣源安抚孟知祥，并且派遣姚洪前去帮助李仁矩镇守阆州，董璋忍无可忍，写信给自己在朝廷中的儿子董光业劝朝廷不要再发兵，否则自己只能一反到底。董光业劝说安重诲，安重诲不听，继续向蜀地增兵千余人。在朝廷派去的蜀地的官员将领们纷纷上奏说董璋造反后，李嗣源召开军事会议，安重诲对李嗣源说：“臣早就料到会两川会反，但陛下您优柔寡断，才招致如今的局面。”李嗣源之后不得不派遣大军征讨，之后阆州失守，董璋杀了姚洪，朝廷派石敬瑭等人去攻打，但一直战局不利。

### 骄纵而死
李嗣源希望有人前去督战，说道：“何人可以处理蜀中之乱，难道要让朕亲自前往吗？” 安重诲毛遂自荐：“臣掌管中枢，君威不振，是臣的职责，臣愿前往督战。”于是安重诲前往蜀地，西方各镇，听说安重诲到来，无不惶恐，担心安重诲问责，连忙送钱粮物资到利州。但天气寒冷，消耗民力甚大。凤翔节度使朱弘昭周到招待了路过的安重诲，安重诲向他说他在朝中惹人非议，此次为国效力，定要有所成果，以堵众人之口。等他走了之后，朱弘昭立刻上奏说他此行怨气很重，不能让他到军队之中，并且让石敬瑭小心安重诲，不要被他夺了兵权。此时石敬瑭被战情搞得焦头烂额，连忙上表朝廷说安重诲远道而来，军中流言四起，希望朝廷能够召他回去。
李嗣源本来对安重诲屡屡顶撞自己感到不满，安重诲离京之后，他改任范延光为枢密使，后来又听孟汉琼说两川之变都是因为安重诲搅起来的，加上王淑妃在一边吹风，李嗣源就越发怀疑安重诲另有所图，召他回京。石敬瑭后来班师逃回，蜀地都被归叛军占据，李嗣源也不加罪，将罪过都推到了安重诲一个人的身上。安重诲向东回洛阳的时候，本来想继续找朱弘昭谈心，但是朱弘昭却闭门不见，他只好悻悻而归。之后在途中接到诏书，明宗命他为河中节度使，不需再回朝，安重诲只好上任。之后朝廷让李从珂任凤翔节度使，安重诲感觉不妙，就上表告老还乡，李嗣源同意了，让李从璋去接任他，并让药彦稠带兵护送。安重诲有两个儿子安崇赞、安崇绪知道安重诲有变，就私自跑到了河中，安重诲得知后，自感不妙，已经遭人陷害，大限将至。他的两个儿子在回去的时候接到诏书，就地下狱。李从璋到了河中，刚开始还和安重诲和和气气的，但是后来接到了朝廷的捉拿安重诲的命令，他包围了安重诲的府邸，见到安重诲还向他下跪，安重诲不知道何意，也向他下跪，李从璋趁此砸死了安重诲和其妻。安重诲死后，李嗣源立刻下旨，将离间董璋和孟知祥的罪过都归到了安重诲的身上，并且将他两个儿子一起诛杀，但其他亲属免于连坐。安重诲另有一子安崇勋，后得其舅杨廷璋表为西头供奉官。一子安崇替，李从珂登基后提拔为孟州司马。

## 延伸阅读
[在维基数据编辑]
 《舊五代史·卷66》，出自薛居正《舊五代史》
 《新五代史/卷24》，出自歐陽修《新五代史》